# Liste der Biografien/Vob
Liste der Biografien |
Portal Biografien |
Personensuche
# |
A |
B |
C |
D |
E |
F |
G |
H |
I |
J |
K |
L |
M |
N |
O |
P |
Q |
R |
S |
T |
U |
V |
W |
X |
Y |
Z |
?
 
Va |
Vd |
Ve |
Vh |
Vi |
Vj |
Vl |
Vn |
Vo |
Vr |
Vs |
Vt |
Vu |
Vy
 
Voa |
Vob |
Voc |
Vod |
Voe |
Vof |
Vog |
Voh |
Voi |
Voj |
Vok |
Vol |
Vom |
Von |
Voo |
Vop |
Vor |
Vos |
Vot |
Vou |
Vov |
Vow |
Vox |
Voy |
Voz
Die Liste der Biografien führt alle Personen auf, die in der deutschsprachigen Wikipedia einen Artikel haben. Dieses ist eine Teilliste mit 8 Einträgen von Personen, deren Namen mit den Buchstaben „Vob“ beginnt.

## Vob

### Voba
- Vobach, Willy (1867–1936), deutscher Verleger

### Vobb
- Vobbe, Joachim (1947–2017), deutscher Alt-Katholischer Bischof

### Vobe
- Vobecký, Jiří (* 1961), tschechischer Schauspieler

### Vobi
- Vobian, Selina (* 2002), deutsche Fußballspielerin

### Vobo
- Voboril, Germán (* 1987), argentinischer Fußballspieler
- Vobořil, Vítězslav, tschechoslowakischer Radrennfahrer
- Voborníková, Tereza (* 2000), tschechische Biathletin

### Vobr
- Vobruba, Georg (* 1948), österreichischer Soziologe